# Roberto Marson
Pour les articles homonymes, voir Marson (homonymie).
Roberto Marson, né le 29 juin 1944 à Pasiano di Pordenone dans la région de Frioul-Vénétie Julienne et mort le 7 novembre 2011 à Rome, est un athlète, basketteur, escrimeur et nageur handisport italien.
Ses 26 médailles gagnées aux Jeux paralympiques, dont 16 en or, ont longtemps constitué le plus beau palmarès paralympique de l'histoire. En 2015, il est encore le septième meilleur total de tous les temps pour un seul athlète.

## Biographie
Marson perdit l'usage de ses jambes, en 1964, alors que l'arbre qu'il était en train d'abattre tomba sur son dos. Devenu paraplégique, il s'adapte remarquablement rapidement à sa nouvelle condition et la même année, prend part aux deuxièmes Jeux paralympiques de Tokyo, dans trois disciplines : athlétisme, escrime et natation. S'il repart bredouille des deux épreuves de natation dans lesquelles il s'engage, finissant quatrième dans deux épreuves de nage libre, il a plus de succès en athlétisme : il gagne la médaille d'or du lancer du disque et du lancer de javelot (établissant un record du monde à 24,20 mètres) et l'argent en slalom et en lancer du poids. Il complète sa moisson par deux médailles d'argent individuelles en escrime, à l'épée et au sabre, devancé dans les deux cas par le Français Serge Bec.
Marson atteint le sommet de son art en 1968. Il est l'homme des Jeux paralympiques d'été de 1968, remportant dix médailles d'or : quatre en escrime et trois en natation et en athlétisme, ainsi que deux médailles d'argent et une de bronze. Son total de treize médailles représente le tiers du total gagnées par l'Italie. Sur les douze médailles d'or transalpines, seules deux ont été conquises par d'autres athlètes. La salle d'armes des Jeux est le théâtre de son plus grand exploit. En individuel il remporte l'or aux trois armes, avec au passage, une revanche sur Serge Bec au sabre. Le titre est également au rendez-vous au fleuret par équipes, mais à l'épée et au sabre, l'Italie doit s'incliner contre la France. En natation, ses trois victoires lui reviennent le même jour, sur trois distances courtes : les épreuves de 50 mètres nage libre, brasse et dos. En athlétisme, il défend avec succès ses titres obtenus à Tokyo au javelot et au disque, et s'adjuge aussi le titre de champion paralympique de lancer de massue. Il doit se contenter du bronze au lancer du poids.

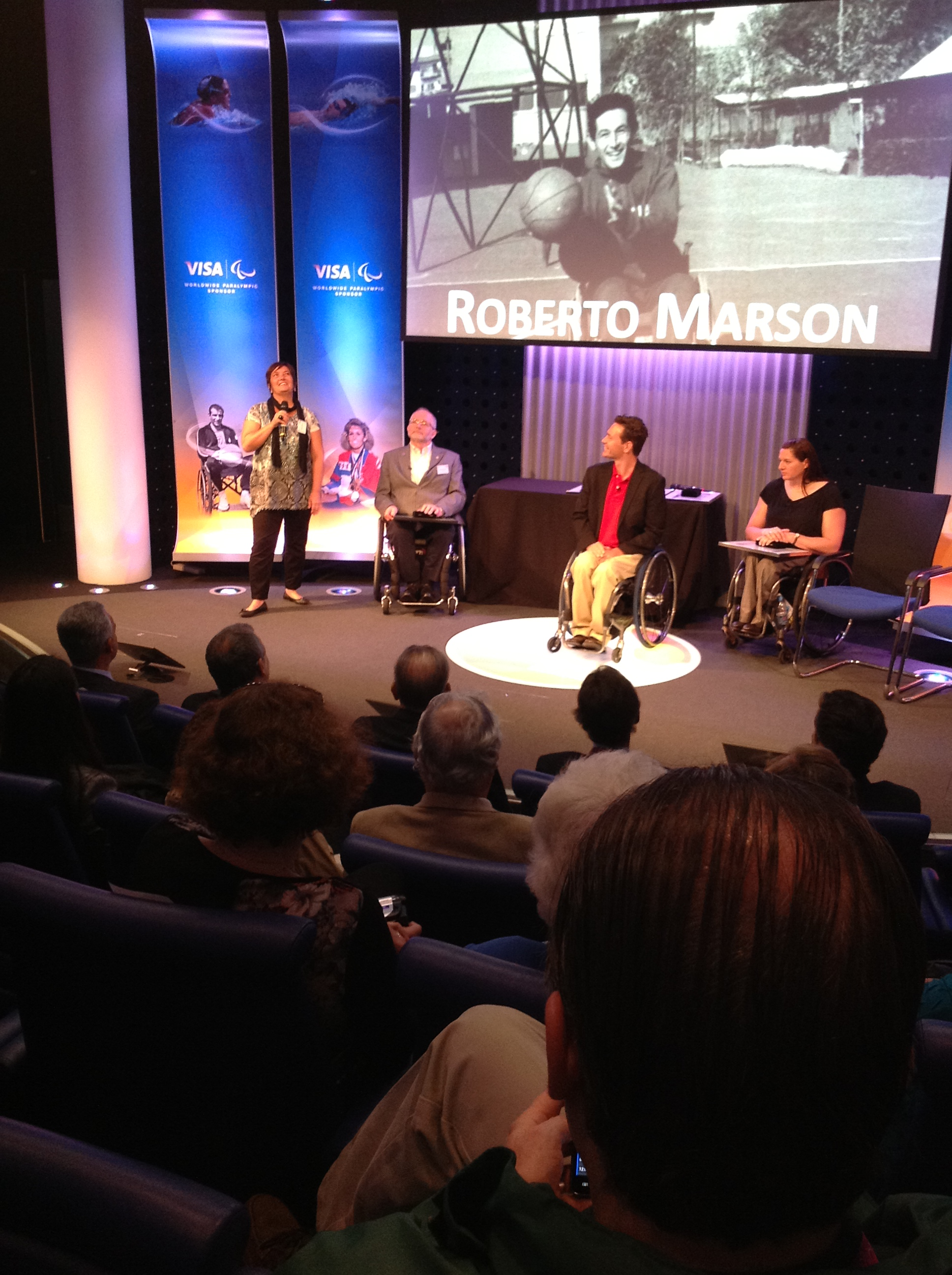
Cérémonie d'introduction de Roberto Marson au temple de la renommée paralympique

A partir des Jeux paralympiques d'été de 1972, son programme se réduit considérablement. Il s'inscrit à une épreuve d'athlétisme et quatre d'escrime. Au disque, il se classe quatrième. Bien qu'il abandonne le fleuret au cours de ces Jeux, il parvient à conserver le titre individuel au sabre et à l'épée, ainsi qu'à reconquérir le titre à l'épée par équipes. Au sabre, son équipe d'Italie est battue par la Grande-Bretagne en finale. Pour ses derniers Jeux, en 1976 à Toronto, Marson ne remporte aucune médaille dans les différentes épreuves d'athlétisme ni d'escrime auxquelles il participe en individuel. Il ne décroche qu'une médaille de bronze à l'épée par équipes.
Après sa retraite sportive, Marson reste impliqué auprès du handisport italien. Il est élu président de la fédération italienne du sport paralympique (FISH) dès sa création en 1980 et reste en fonction jusqu'en 1990. Roberto Marson meurt le 7 novembre 2011. Son nom est associé à une compétition amicale de bocce se tenant annuellement à Rome en sa mémoire. Ses résultats sportifs et son implication comme dirigeant du handisport en Italie lui ont aussi d'être introduit au temple de la renommée paralympique au cours d'une cérémonie qui s'est tenue un an après sa mort, en 2012.

## Hommage
Le 7 mai 2015, en présence du président du Comité national olympique italien (CONI), Giovanni Malagò, a été inauguré  le Walk of Fame du sport italien dans le parc olympique du Foro Italico de Rome, le long de Viale delle Olimpiadi. 100 tuiles rapportent chronologiquement les noms des athlètes les plus représentatifs de l'histoire du sport italien. Sur chaque tuile figure le nom du sportif, le sport dans lequel il s'est distingué et le symbole du CONI. L'une de ces tuiles lui est dédiée .